# Referendum w Szwajcarii w 2010 roku (wrzesień)
Referendum w Szwajcarii we wrześniu 2010 roku – referendum w sprawie zmian w przepisach prawnych dotyczących zasiłków dla bezrobotnych, przeprowadzone 26 września 2010. Większość głosujących poparła rządowy projekt reformy. 

## Organizacja i przedmiot referendum
W marcu 2010 parlament przyjął plan reformy ubezpieczeń dla bezrobotnych, zakładający redukcję wysokości zasiłków dla bezrobotnych, zmiany zasad ich otrzymywania oraz podniesienie składki przeznaczonej na ich finansowanie. Działania te miały zredukować deficyt programu ubezpieczeniowego, który w czerwcu 2010 wynosił ok. 7 mld franków. 
Państwowy program ubezpieczeń dla bezrobotnych finansowany jest ze składek pracowników, pracodawców i dotacji państwowych. W czerwcu 2010 stopa bezrobocia w Szwajcarii wynosiła 3,7% (144,5 tys. osób) i była wyższa od średniej z ostatnich 10 lat, która kształtowała się na poziomie 3%. 
Plan reformy zakładał wzrost przychodów programu o 468 mln franków oraz ograniczenie wydatków o kolejne 622 mln franków, co miało służyć zbilansowaniu jego budżetu. Przewidywał skrócenie o połowę, do 200 dni, okresu pobierania zasiłku przez osoby poniżej 25 roku życia oraz konieczność przyjmowania ofert prac mniej płatnych przez osoby poniżej 30 roku życia. Osoby powyżej 55 roku życia miały być upoważnione do pobierania zasiłku w pełnowymiarowym czasie (400 dni) w przypadku opłacania przez nie składek przez okres co najmniej ostatnich 22 miesięcy (zamiast 18 miesięcy). Wydłużony miał zostać również ogólny czas oczekiwania na wypłatę zasiłków. Składka na ubezpieczenie, płacona przez pracowników i pracodawców, miała wzrosnąć natomiast o 0,1%, do poziomu 2,2% wynagrodzenia. 
Partie centroprawicowe (Radykalno-Demokratyczna Partia Szwajcarii, Chrześcijańsko-Demokratyczna Partia Ludowa Szwajcarii, Szwajcarska Partia Ludowa) poparły plan rządu, podczas gdy partie lewicy (Socjaldemokratyczna Partia Szwajcarii) i związki zawodowe były przeciwne proponowanym zmianom. Zdołali oni zebrać ok. 140 tys. podpisów pod wnioskiem o referendum w sprawie zmian w prawie (minimalna liczba potrzebnych podpisów wynosiła 50 tys.). 6 lipca 2010 oficjalnie złożyli wniosek w sprawie organizacji referendum przeciw proponowanym zmianom. 
Socjaldemokratyczna Partia Szwajcarii argumentowała, że referendum stanowić będzie "ważny krok w walce o sprawiedliwość społeczną". Związki zawodowe uznały, że reforma obciąża kosztami młodsze pokolenie, osoby starsze i pracowników z problemami zdrowotnymi. Przeciwnicy referendum podkreślali, że sama jego kampania promocyjna kosztowała 600 tys. franków. Partie popierające reformę wydały oświadczenie, w którym podkreślały, że nie zmienia ona zasadniczo podstaw programu ubezpieczeń, a jej celem jest zrównoważone połączenie dodatkowych dochodów i oszczędności w wydatkach. Ich zdaniem porzucenie reformy mogłoby w przyszłości doprowadzić do podwyżki składki na ubezpieczenie o 0,5% w celu sfinansowania ubezpieczeń.

## Wyniki głosowania
W referendum 53,4% głosujących poparło plan zmian prawnych w systemie ubezpieczeń dla bezrobotnych; 46,6% było im przeciwnych. Frekwencja wyborcza wyniosła 35,5% i była niższa o ok. 10 punktów procentowych od średniej z ostatnich lat. Za zmianami opowiedzieli się w większości mieszkańcy kantonów niemieckojęzycznych, natomiast najwięcej przeciwników reformy było w zachodnich i południowych landach francusko i włoskojęzycznych. 
Szwajcarski rząd stwierdził, że wynik referendum dowodzi, iż obywatele domagają się rozwiązania problemów systemu ubezpieczeń społecznych. Federacja Związków Zawodowych wyraziła natomiast swoje zaniepokojenie i wezwała pracowników do dalszego wspierania jej działań.
- Wyniki referendum:

| Głosy   | Liczba głosów | %     |
| ------- | ------------- | ----- |
| Tak     | 958 333       | 53,4% |
| Nie     | 836 683       | 46,6% |
| Razem   |               | 100%  |
| Źródło: |               |       |